# Nederlands landskampioenschap 1891-1892
Al campionato parteciparono sei  squadre e il RAP Amsterdam vinse il titolo.

## Classifica finale
|   | Club               | G | V | N | P | GF | GS | Punti | DR  |                                      |
| - | ------------------ | - | - | - | - | -- | -- | ----- | --- | ------------------------------------ |
| 1 | RAP                | 9 | 8 | 0 | 1 | 45 | 9  | 16    | +44 |                                      |
| 2 | RC en VV Rotterdam | 9 | 5 | 2 | 2 | 30 | 12 | 12    | +18 |                                      |
| 3 | Koninklijke HFC    | 9 | 3 | 2 | 4 | 29 | 22 | 8     | +7  |                                      |
| 4 | HVV                | 9 | 3 | 2 | 4 | 13 | 14 | 8     | -7  |                                      |
| 5 | Victoria Rotterdam | 9 | 2 | 1 | 6 | 12 | 35 | 5     | -23 |                                      |
| 6 | VVA                | 5 | 0 | 1 | 4 | 4  | 41 | 1     | -37 | Abbandona il torneo a metà stagione. |

G = Partite giocate; V = Vittorie; N = Nulle/Pareggi; P = Perse; GF = Goal fatti; GS = Goal subiti; DR = Differenza reti, PT = Punti